# Rémy Vogel
Rémy Vogel (Strasbourg, 1960. november 26. – Strasbourg, 2016. október 17.) válogatott francia labdarúgó, hátvéd.

## Pályafutása
1977 és 1987 között az RC Strasbourg játékosa volt. 1985 és 1987 között az együttes csapatkapitánya volt. 1987-ben az AS Monaco csapatához igazolt és itt fejezte be az aktív labdarúgást 1990-ben.
1987-ben egy alkalommal szerepelt a francia válogatottban.

## Sikerei, díjai
RC Strasbourg
- Francia bajnokság (Ligue 1)
  - bajnok: 1978–79

 AS Monaco
- Francia bajnokság (Ligue 1)
  - bajnok: 1987–88